# Antti Kupiainen
Antti Kupiainen (né le 23 juin 1954 à Varkaus, en Finlande) est un physicien mathématicien finlandais.

## Biographie
Kupiainen obtient en 1976 son diplôme à l'université technologique d'Helsinki et un Ph. D. en 1979 à l'université de Princeton sous la direction de Thomas C. Spencer (et de Barry Simon), avec une thèse intitulée Some rigorous results on the 1/n expansion. Il est chercheur postdoctoral en 1979-1980 à l'Université Harvard, puis chercheur à l'université d'Helsinki. En 1989 il devient professeur de mathématiques à l'université Rutgers, poste occupé jusqu'en 1998, où il est nommé Visiting Distinguished Professor de cette université. À partir de 1991, il est professeur à l'université d'Helsinki, de 1999 à 2009 il est professeur académique.
Il est aussi chercheur invité à l'IHES (régulièrement entre 1979 et 2000), à l'université de Californie à Santa Barbara, au Mathematical Sciences Research Institute, à École normale supérieure et à l'Institut Henri-Poincaré.

## Distinctions et activités administratives
Kupiainen est deux fois conférencier invité au congrès international des mathématiciens, la première fois en 1990 à Kyōto (Renormalization group and random systems) et une deuxième fois en 2010 à Hyderabad (Origins of Diffusion).
En 2011, Kupiainen devient président de l’Association internationale de physique mathématique. De 1997 à 2010 il est membre du comité de rédaction des Communications in Mathematical Physics.
En 2010, il reçoit le prix scientifique de la ville de Helsinki. Il bénéficie, de 2009 à 2014, d'un Advanced Grant du European Research Council.
En 2016, il est conférencier plénier au Congrès européen de mathématiques (ECM) à Berlin (Quantum fields and probability).
En 2022, il reçoit le prix Dannie-Heineman de physique mathématique avec Krzysztof Gawędzki.
En 2024, il a remporté le prix Henri-Poincaré.

## Travaux
Kupiainen travaille en théorie quantique des champs axiomatique et mécanique statistique. Dans les années 1980 il développe une méthode basée sur le groupe de renormalisation pour le traitement rigoureux de théories des champs et de transitions de phase pour des réseaux de spins
,,,,.
De plus, il étudie la théorie conforme des champs, et notamment le modèle de Wess-Zumino-Novikov-Witten speziell (WZNW), également avec Gawedzki. Il applique ensuite la méthode de renormalisation à d’autres problèmes, en théorie des probabilités, équations aux dérivées partielles (par exemple formation de motifs, blow up, et frontières mouvantes dans les solutions asymptotiques d'équations aux dérivées partielles paraboliques)
, et systèmes dynamiques (par exemple le Théorème KAM).
Comme application de sa méthode de renormalisation en théorie des probabilités il montre, avec Jean Bricmont, que les marches aléatoires avec des probabilités de transition asymétriques conduisent, en dimension trois ou plus, à un phénomène de diffusion, donc à un comportement irréversible. Il poursuit, comme illustré dans sa conférence au ICM 2010, ses recherches sur les causes de diffusion et d'irréversibilité dans divers modèles.
Kupiainen étudie aussi le problème de turbulence dans les modèles hydrodynamiques. Par exemple, il montre, avec Krzysztof Gawedzki, que la théorie de Kolmogorov de turbulence homogène, lors de l'advection à un modèle qui possède une solution exacte (un modèle de vecteurs aléatoires) d'un scalaire passif, ont un comportement d'échelle anormal,